# Богдановское (Челябинская область)
Богдановское — село в Кизильском районе Челябинской области России. Административный центр Богдановского сельского поселения.

## География
Село расположено в южной части района, на правом берегу реки Урал. Если считать верховья Урала границей между Европой и Азией, то Богдановское оказывается в европейской части. Населённый пункт находится не у самого берега, а на некотором удалении, на возвышенности.

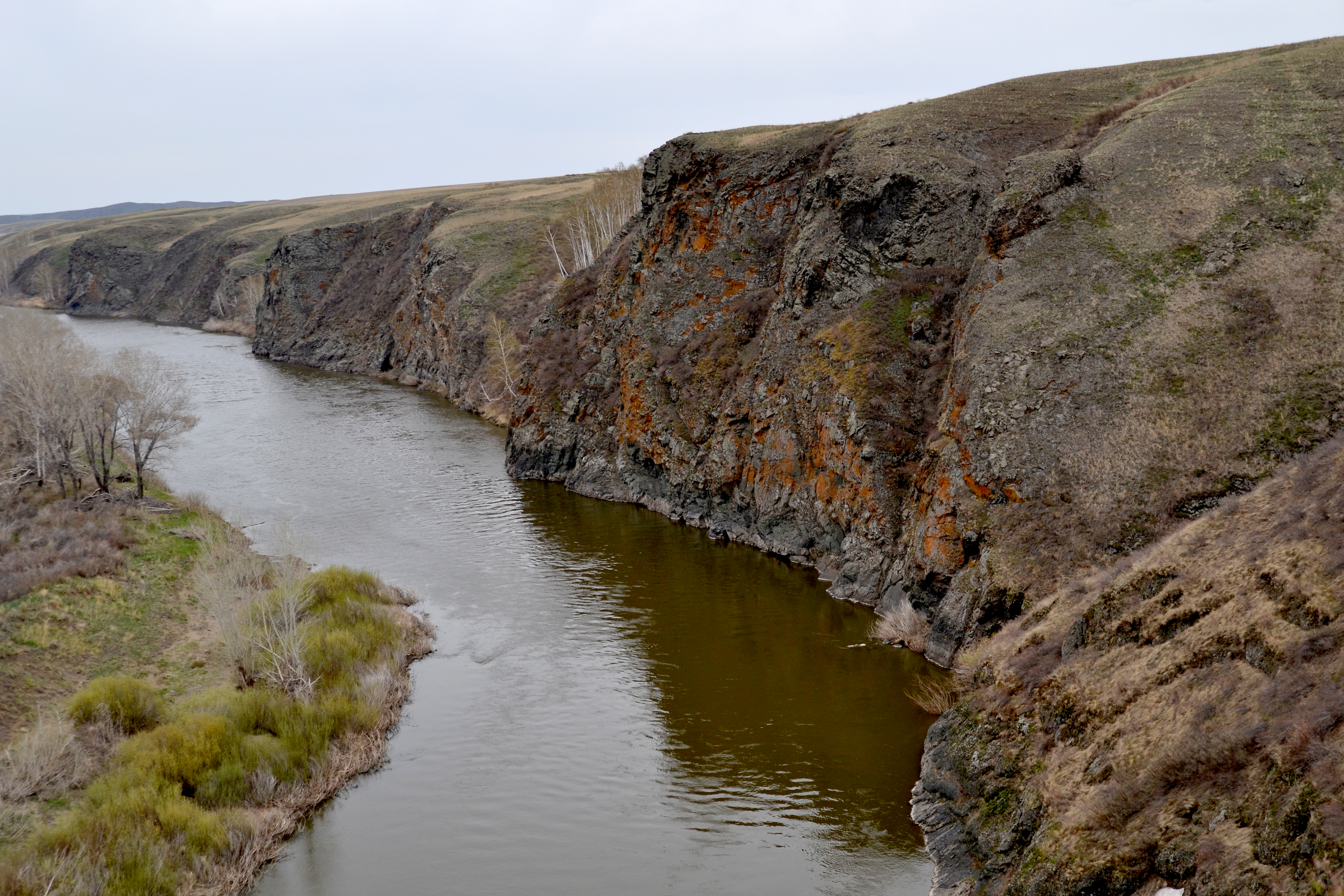
Утёсы Семь Братьев

Природная зона, в которой находится Богдановское — степь (ковыльно-типчаковая), участок рельефа — Зауральская холмистая возвышенная равнина (Зауральский пенеплен). 
В небольшом отдалении от села расположена группа утёсов Семь Братьев. Это несколько достаточно высоких для степной зоны крутых утёсов с выходами палеозойских пород, наделены статусом регионального памятника природы.
К северу от Семи Братьев, между реками Урал и Большой Караганкой, возвышается господствующая над местностью гора Чека (558,3 м), которой также придан статус регионального природного памятника.
Село связано грунтовыми и шоссейными дорогами с соседними населёнными пунктами. Расстояние до районного центра села Кизильского 37 км.

## История

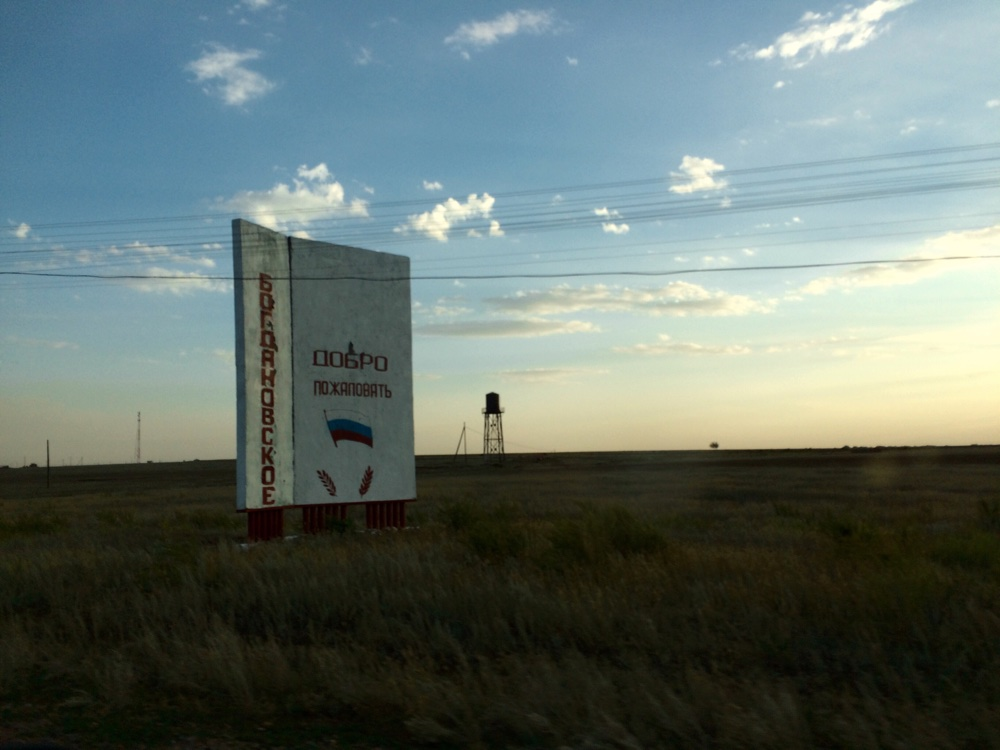
Въездная стела в селе Богдановском.

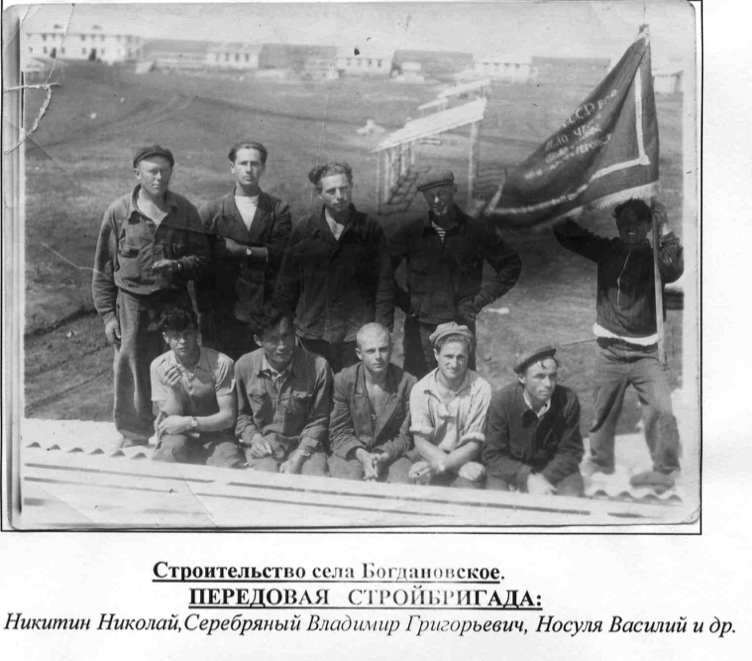
Строительство села Богдановского. Передовая стройбригада.

Населённый пункт основан в 1899 году кочевыми киргизами. В 1900 году в село прибыли переселенцы из Саратовской губернии, они дали ему название: хутор Богдановское. К концу 1900 года в селе насчитывалось 106 дворов, население 514 человек. В 1920 году в селе имелась школа, лавка, действовал потребительский кооператив.
В 1929 году организован колхоз «Путь Ленина».

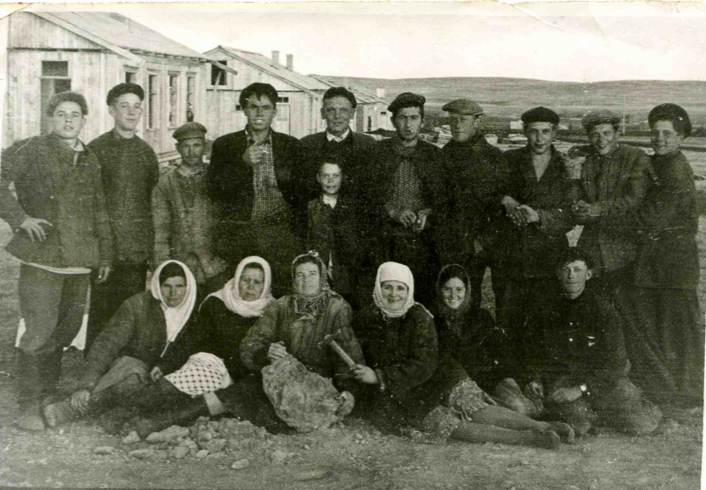
Закладка первой улицы

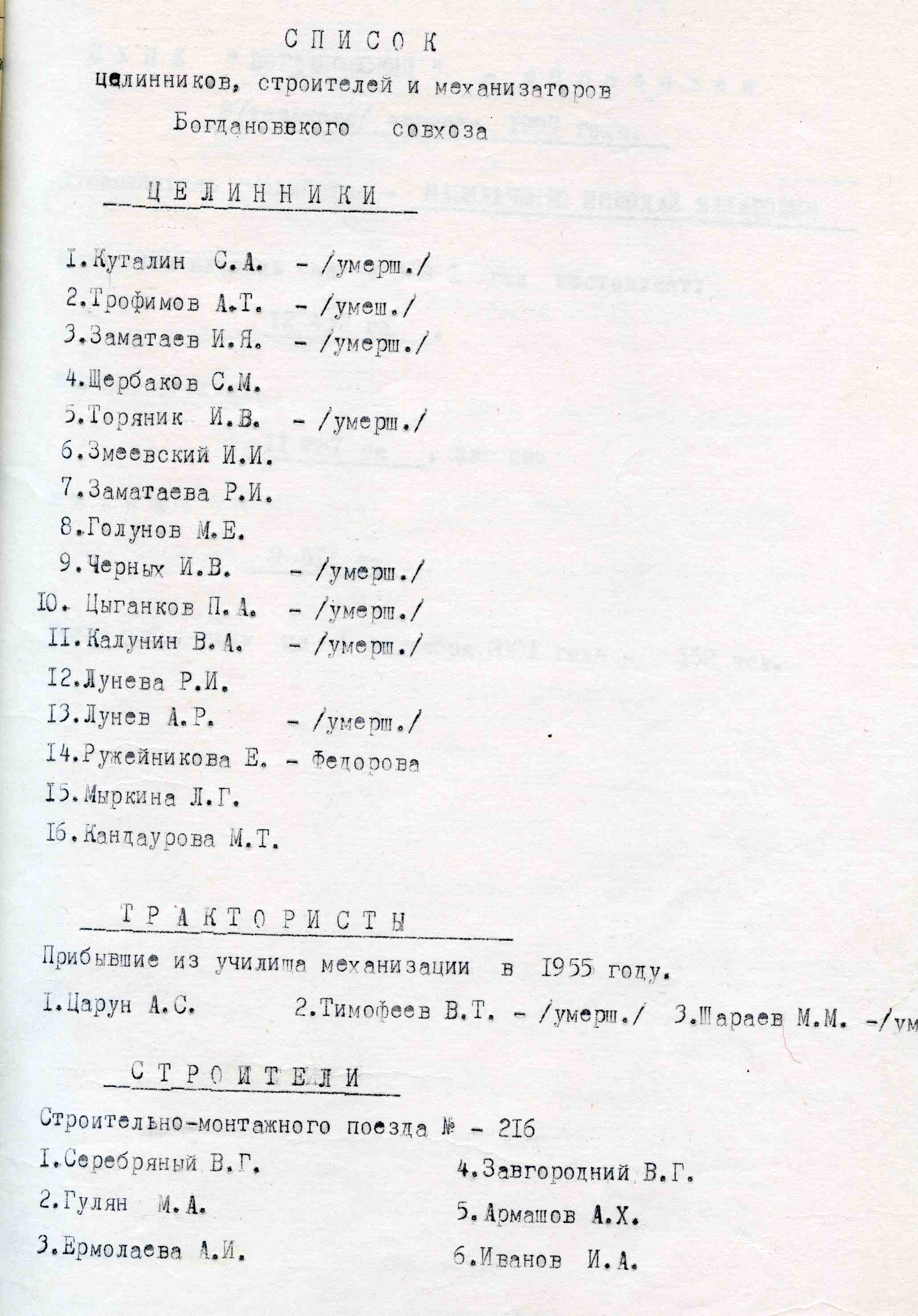
Список целинников, строителей и механизаторов Богдановского совхоза

В 1954 году на землях ликвидированного колхоза «Путь Ленина» и прилегающих к нему посёлков организован совхоз «Богдановский». В период освоения целинных и залежных земель совхоз специализировался на растениеводстве и животноводстве. Максимальных показателей по выращиванию зерновых культур хозяйство добивалось в 1950—1960-е годы, когда урожайность достигала 23 ц/га, объём сдачи зерна государству составлял 25—26 тысяч тонн.
| Директор совхоза  | Период      |
| ----------------- | ----------- |
| Гуревич Е. Л.     | 1954 — 1960 |
| Коновалов И. Ф.   | 1960 — 1966 |
| Даминов Р. Р.     | 1966 — 1974 |
| Васильченко А. М. | 1981 — 1982 |
| Косарев Н. К.     | 1982 — 1990 |

Село в своём расцвете представляло многоотраслевое сельскохозяйственное предприятие. В 1974 году численность поголовья КРС доходила до 4,7 тыс. голов. В совхозном стаде разводились абердино-ангурская, герефодская, черно-пёстрая породы. В 1978 поголовье свиней выросло до 6,5 тыс. В 1960—1970-е годы на базе свинокомплекса проходили районные и областные семинары. Развивалось овцеводство; численность тонкорунных овец доходила до 38 тыс. голов
В 1989 году в совхозе открыт собственный швейный цех «Россияночка», начали действовать звероферма, молочный цех, оборудована теплица для выращивания ранних овощей. 
В 1992 году началась реорганизация совхоза, сейчас на землях бывшего совхоза действует более 10 фермерских хозяйств, из них крупнейшие КХ «Березки» и КХ Пушкарского С. И..

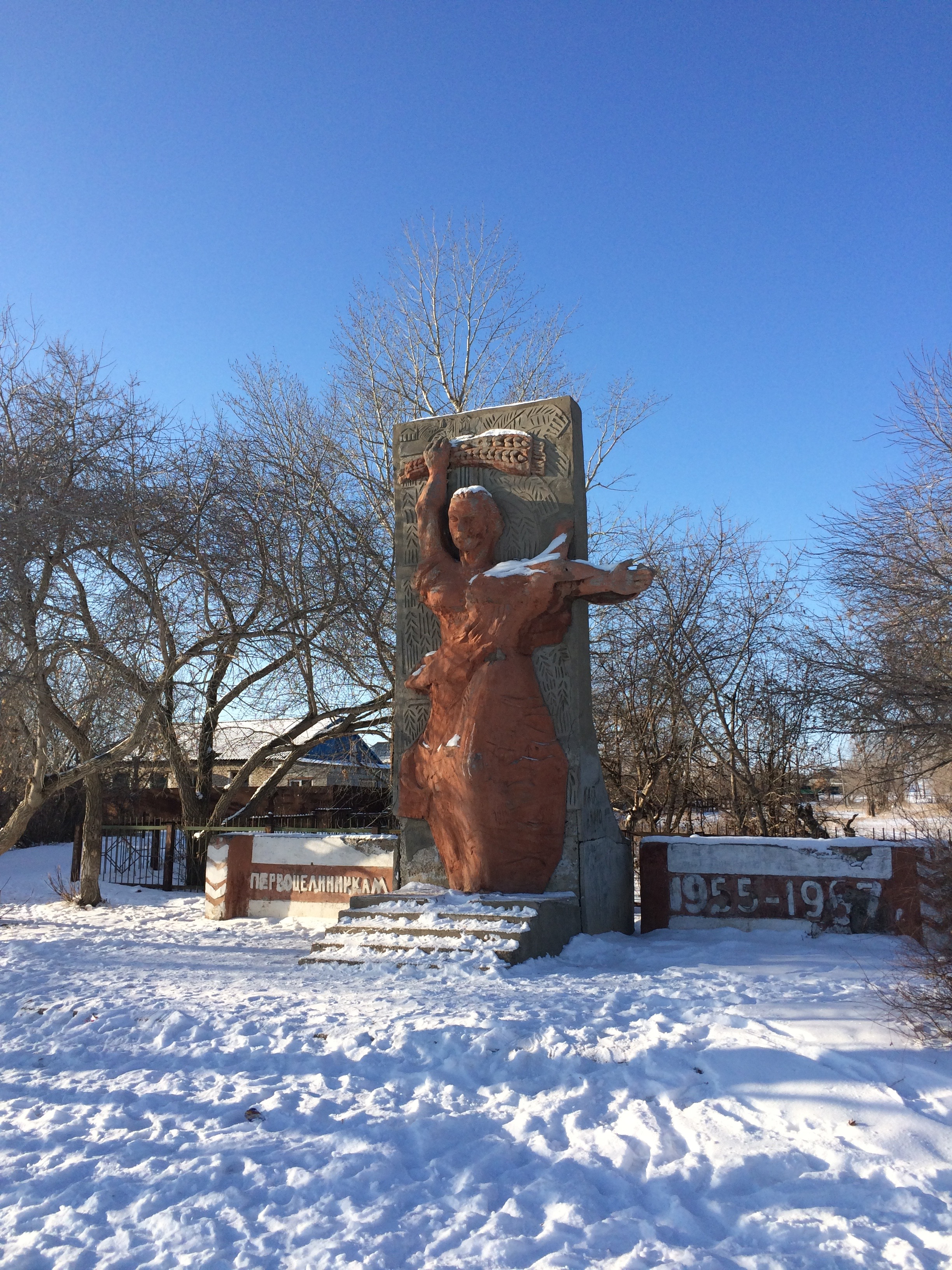
Памятник Первоцелинникам

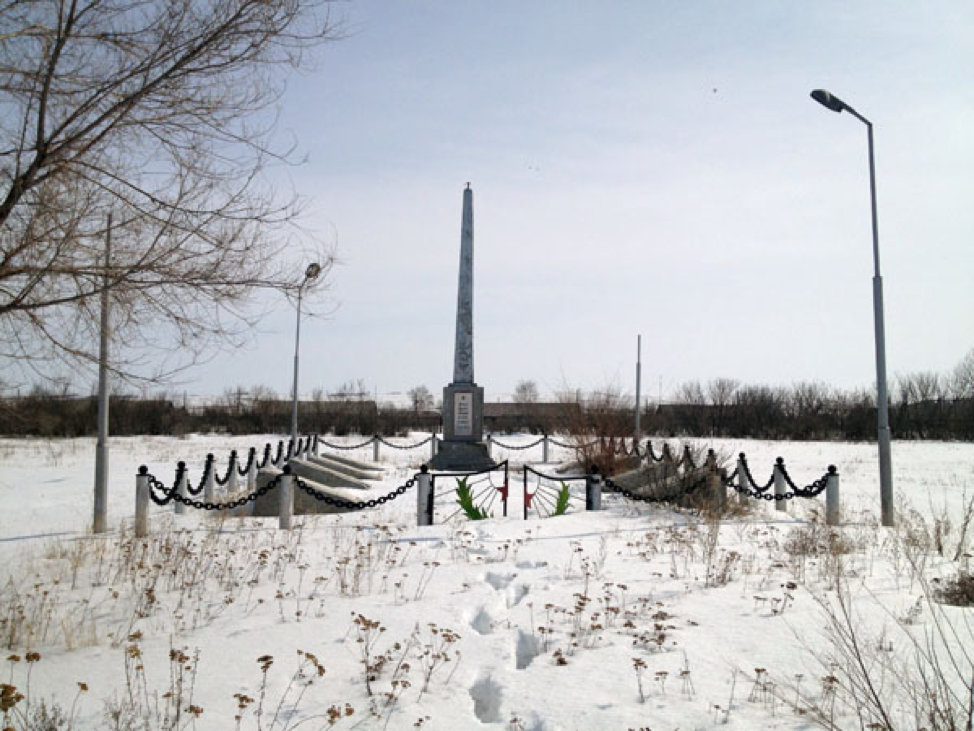
Памятник жителям посёлка Богдановское погибшим во время Великой Отечественной войны

## Население
| 1900 | 1926 | 1970 | 1983 | 1995 |
| ---- | ---- | ---- | ---- | ---- |
| 514  | 632  | 1342 | 1404 | 1610 |

| 2002 | 2010  |
| ---- | ----- |
| 1127 | ↘1051 |

## Экономика
Личные подсобные хозяйства и несколько предприятий сельскохозяйственной направленности:
- СХПК «Богдановский»,
- ООО «Ольховка»,
- КХ Пушкарского С. И.,
- КХ «Берёзки»,
- КХ «Осинки»,
- КХ «Восход»,
- КХ «Фаворит»,
- КХ «Жнивень»,
- КХ «Шанс»,
- КХ «Спектр»[4].

## Социальная сфера
- Средняя общеобразовательная школа. В школу осуществляется подвоз детей из посёлковНовоершовского, Грязнушинского, Каменка, Верхняя Сосновка, Ершовского, Мусина.
- Детский сад «Колосок»[10].
- Музыкальная школа.
- Фельдшерско-акушерский пункт.
- Библиотека.

## Мемориалы и памятники
- Памятник жителям села Богдановского, погибшим во время Великой Отечественной войны.
- Памятник Первоцелинникам.
- Въездная стела.

## Археология
В 1989 году в 1.5 километрах от села Богдановского на левом берегу реки Урал обнаружен археологический памятник среднего палеолита стоянка каменного века «Богдановка».
Изучением стоянки занимались археологи В. Н. Широков, Э. К. Касимов и А. И. Варов. В 1990 году Широковым вскрыта площадь около 40 м².. Культурный слой мощностью около 0,2 м залегает горизонтально, в кровле аллювиальных отложений; прикрыт более чем 7 м толщей отложений лёссовидного суглинка с 2 погреб. слоями почвы. В обрыве левого берега реки были найдены кости мамонта, носорога, бизона, пещерного медведя, благородного и северного оленя, сайги, которые залегали на глубине 6 метров. На месте раскопок найдены 2 рабочих места мастеров с большим количеством мелких кремнёвых сколов.
Углистые прослойки, оставшиеся от существовавших когда-то очагов, большое количество орудий, среди которых скребла, ножи, остроконечники, изготовленные из серой, красной, черной яшмы. В результате исследования получена коллекция артефактов из 1815 предметов, которые говорят о том, что на этом месте первые поселенцы жили достаточно долго. Археологический памятник стоянка каменного века «Богдановка» датируется средним палеолитом около 70-50 тысяч лет назад. Это древнейшая стоянка первобытного человека на Урале. 